# Josef Kjellgren
Josef Bertil Kjellgren, född 13 november 1907 i Mörkö socken i Södermanland, död 8 april 1948 i Kungsholms församling i Stockholm (av tuberkulos), var en svensk poet och romanförfattare. Han gifte sig med Dagny Lundgård 1931.

## Biografi
Josef Kjellgren växte upp på Mörkö i Trosa skärgård. Hans far var sjöman och var ofta ute på långfärder. I hemmet fanns fem syskon, modern och den berättarglade farfadern. Kjellgren har skildrat barndomsmiljön i några noveller och framför allt i ungdomsböckerna Äventyr i skärgården (1941) och Nya äventyr i skärgården (1942). Senare flyttade familjen till en bostad nära Hornstull på Södermalm i Stockholm. Kjellgrens bröder tog arbete i fabriker i närheten och själv började han tidigt försörja sig med olika påhugg efter folkskolan. I femtonårsåldern drabbades han första gången av tuberkulos, som senare skulle bli hans död. En äldre syster avled när syskonen samtidigt vårdades på ett sanatorium.
På Södermalm blev Kjellgren tidigt vän med Erik Asklund som också blev författare.  Kjellgren fick arbete i maskinrummet på Stockholms yllefabrik och därefter som eldare på Eira sjukhus. Han arbetade också som sjöman; dock har det framkommit att hans erfarenheter från sjömanslivet inte var särskilt omfattande. Kjellgren och Asklund började i de sena tonåren göra trevande litterära försök. I samma kvarter bodde den äldre författaren Rudolf Värnlund som blev något av en läromästare och rådgivare för de båda ynglingarna.
År 1929 gav sig Kjellgren och Asklund ut på en fotvandring till Paris som finansierades av fortlöpande resebrev och tidningsartiklar. I Paris väntade författarkollegan Eyvind Johnson som bosatt sig i den franska huvudstaden. Kjellgren arbetade sig sedan hem på ett fartyg från Amsterdam. 1930 utkom skildringen av resan som Kjellgrens debutbok På snålskjuts genom Europa, senare återutgiven som Pank och fågelfri (1941). Även Asklund har skildrat fotvandringen i sin bok Ynglingaresan (1941).
Kjellgren debuterade som en av författarna i Fem unga, en uppmärksammad och banbrytande modernistisk antologi som kom ut 1929. Han utgav till en början diktsamlingar, Fyrsken (1931) och Occident (1933) och reseskildringar, På snålskjuts genom Europa (1930) och Spansk odyssé (1932). Bestående litterära insatser gjorde han som arbetarskildrare, främst genom berättelser om sjömanslivet, i synnerhet romanerna Smaragden (1939) och Guldkedjan (1940) samt hans två sista böcker, Kamratskap mellan män och den postumt utgivna Nu seglar jag. Människor kring en bro (1935) är en tidig svensk kollektivroman och handlar om människor som på olika sätt är inblandade i bygget av Västerbron i Stockholm. 
Han utgav även noveller, Skott i vattenlinjen (1936), och den prosalyriska reseskildringen Themsen flyter förbi (1937). Hans pjäs Okänd svensk soldat uruppfördes på Folkteatern i Stockholm 1940, och utgjorde grunden för filmen Främmande hamn (1948). Han var redaktör för tidskriften Kulturfront 1942–1944.

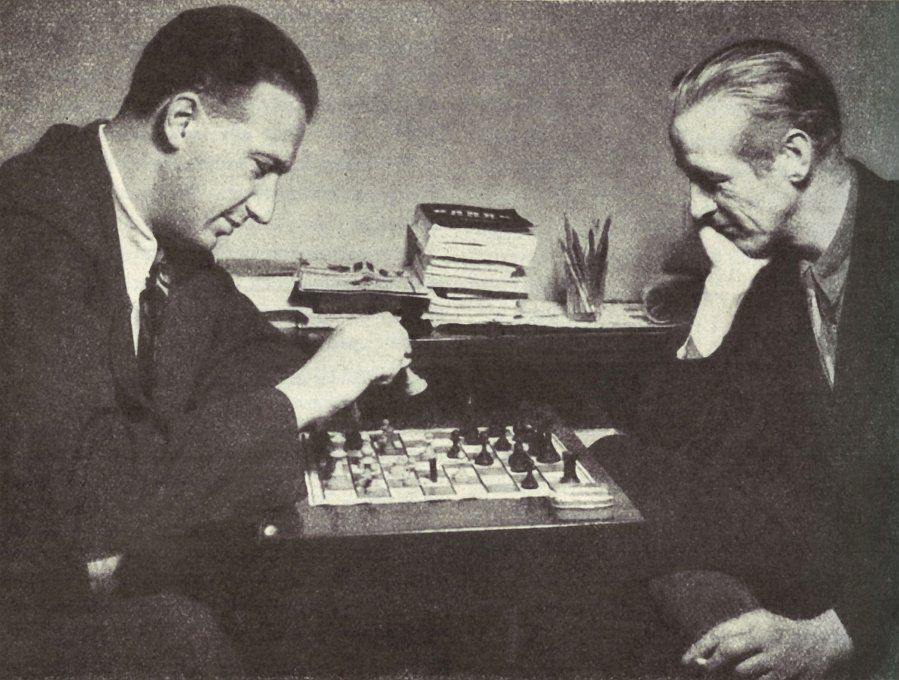
Josef Kjellgren och Rudolf Värnlund.

I Kjellgrens dikter märks ett närmast extatiskt livsbejakande uttryck om arbetets glädje. I romanerna är det främst en stark tro på gemenskaphetens och solidaritetens betydelse som står i centrum. Denna syn på arbetet hämtade han dels från olika läsupplevelser i ungdomen men framför allt från egna upplevelser:
| ” | All min erfarenhet och alla mina tidigare upplevelser har jag hämtat ur kroppsarbetarnas krets. De har varit mina kamrater under många år (kamrater på gott och ont) och jag har så intensivt levat mig in i deras liv och arbetsförhållanden att jag ännu om nätterna förföljs av nervösa ångestdrömmar. Drömmar som djupast bottnar i mitt medvetande om arbetarens socialt oskyddade ställning. | „ |

Om Kjellgren skrev barndomsvännen och författarkollegan Erik Asklund i förordet till den postuma Nu seglar jag: 
| ” | Han var internationalist, sjöman, lyriker, en verklighetens romantiker, som i det självupplevdas innehåll hämtade den största inspirationen till sina verk. Hans lyrik är frisk och spontan, men rymmer också djupare tongångar, ger den personliga profilen vid sidan om alla yttre upplevelser. | „ |

Kjellgren är gravsatt i Högalids kolumbarium i Stockholm.

### Anmärkning
- Lundegård, Dagny (1932). Bakom portarna. Stockholm: Bonnier. Libris 1348312 - Romanen har tillskrivits Kjellgren. Han förnekade dock alltid upphovsmannaskapet.

### Samlade skrifter och urval
- Samlade skrifter. 1-8. Stockholm: Natur och Kultur. 1950-1951. Libris 560147
  -  1, Dikter. 1951. Libris 560150
  -  2, Pank och fågelfri ; Okänd svensk soldat  : prolog vid internationell konflikt. 1951. Libris 560148
  -  3, Spansk odyssé. 1951. Libris 560149
  -  4, Människor kring en bro. 1951. Libris 560151
  -  5, Skott i vattenlinjen. 1951. Libris 560152
  -  6, Smaragden. 1951. Libris 560153
  -  7, Guldkedjan ; Kamratskap mellan män ; Nu seglar jag. 1951. Libris 560154
  -  8, En gång i livet och andra noveller. 1950. Libris 560155
- Jag är tusenden / [sammanställd av Per Holmer]. FIB:s lyrikklubbs bibliotek, 0425-5232 ; 187. Stockholm: Tiden. 1974. Libris 7420426. ISBN 91-550-1954-4
- Smaragden : Guldkedjan ; Kamratskap mellan män ; Nu seglar jag. Göteborg: Proletärkultur. 1974. Libris 104525
- Je suis des milliers : poèmes choisis. Voix d'en bas. Bassac: Plein Chant. 1986. Libris 612643

### Redaktörskap
- Lyrisk årsbok : en antologi 1937-38 / red. av Josef Kjellgren. Stockholm. 1938. Libris 1870293
- Lyrisk årsbok : en antologi 1938-39 / red. av Josef Kjellgren. Stockholm. 1939. Libris 1870294
- Mot ljuset : nordisk prosa, dikt och konst tillägnade Martin Andersen Nexø / [red.: Josef Kjellgren]. Stockholm: Arbetarkultur. 1944. Libris 1411138
- Mänsklighet. Stockholm: Clartés förlag. 1934-1934. Libris 2578339
- Tyskland av idag / [redaktör och ansvarig utgivare: Josef Kjellgren]. Stockholm: Tyskland av idag. 1945-1946. Libris 3216799

## Filmmanus
- 1937 – Konflikt